# Bočac
Bočac är en ort i Bosnien och Hercegovina.   Den ligger i entiteten Republika Srpska, i den centrala delen av landet, 120 km nordväst om huvudstaden Sarajevo. Bočac ligger 235 meter över havet och antalet invånare är 946.
Terrängen runt Bočac är huvudsakligen lite bergig. Bočac ligger nere i en dal som går i nord-sydlig riktning.Närmaste större samhälle är Mrkonjić Grad, 14,1 km söder om Bočac. 
I omgivningarna runt Bočac växer i huvudsak lövfällande lövskog. Runt Bočac är det ganska tätbefolkat, med 78 invånare per kvadratkilometer.